# Стационе ди Солопака (Беневенто)
Стационе ди Солопака је насеље у Италији у округу Беневенто, региону Кампанија.
Према процени из 2011. у насељу је живело 52 становника. Насеље се налази на надморској висини од 58 м.